# Mehraban Farhumand
Mehraban Farhumand (* 30. Januar 1934 in Persien; † 5. April 2017 in Rheinbach) war ein deutscher Unternehmer mit iranischen Wurzeln. Er galt als einer der bekanntesten Orientteppichhändler der Region Bonn und hatte Kontakte bis in die hohe Politik. Außerdem schrieb er 1985 ein vielbeachtetes Sachbuch über die Islamische Revolution im Iran.

## Leben
Mehraban Farhumand kam 1953 nach Deutschland, um an der Rheinischen Friedrich-Wilhelms-Universität Bonn Agrarwissenschaften zu studieren. Anschließend sollte er in seinen Heimatland Iran die Ländereien der Familie mitverwalten. Nach seinem Diplom als Ingenieur arbeitete er zunächst in der Landwirtschaftskammer mit. 1965 heiratete er seine Ehefrau Marianne und wurde in Deutschland sesshaft. Da ihn bereits während des Studiums mehrere Studien- und Arbeitskollegen nach den damals begehrten Orientteppichen fragten, begann er mit einem Teppichhandel und eröffnete ein Geschäft in Bonn. Nach 17 Jahren zog er der besseren Luft wegen nach Rheinbach, wo sich sein Geschäft, das heute von seinem Sohn Cyrus geleitet wird, nach einem Standortwechsel 2011 noch heute befindet.
Farhumands Geschäft war sehr erfolgreich und über die Jahre konnte er einige Politiker als Gäste begrüßen. Zu seinen Kunden zählten unter anderem Hans-Dietrich Genscher und Hannelore „Loki“ Schmidt. 1985 schrieb er das Sachbuch Die betrogene Revolution im Iran – Eine Chronologie des Geschehens über die Islamische Revolution im Iran. Das Buch machte ihn auch außerhalb der Region bekannt. Mit dem Buch trat er unter anderem bei Werner Höfer in der Talkrunde Der Internationale Frühschoppen auf.
Daneben war Farhumand engagiert im Geschäfts- und Gesellschaftsleben der Region. 1987 eröffnete Farhumand eine Bücherstube mit Spezialliteratur zu Kunst und Kultur, die fünf Jahre Bestand hatte. Außerdem war er Mitbegründer der Rheinbacher Herbstmesse. Bekannt wurde eine Wette mit Jürgen Möllemann, wie viele Zuschauer dieser mit einem Fallschirmsprung in den Rheinbacher Freizeitpark locken könne. Er verlor die Wette und musste dafür 1100 Liter Freibier spendieren. Dafür erhielt der VfL Rheinbach aber auch ein Freundschaftsspiel gegen den FC Schalke 04 im heimischen Stadion.
Farhumand starb am 5. April 2017 im Alter von 83 Jahren.